# Cúp bóng đá Ukraina 1999–2000
Cúp bóng đá Ukraina 1999–2000 là mùa giải thứ 9 của giải đấu bóng đá loại trực tiếp hàng năm ở Ukraina. Đội vô địch là Dynamo Kyiv, đánh bại FC Kryvbas Kryvyi Rih trong trận Chung kết.
Thể thức thi đấu hoàn toàn thay đổi. Giải đấu bắt đầu từ ngày 11 tháng 3 năm 2000 với 32 đội: 16 đội từ Giải vô địch quốc gia, 14 đội từ Giải hạng nhất, và 2 đội vào chung kết của Cúp Giải hạng nhì. Cúp Giải hạng nhì diễn ra cuối năm 1999 với 44 đội để tìm ra 2 đội được quyền tham gia Cúp bóng đá Ukraina. Các đội vào chung kết này cũng thi đấu thêm một trận cuối cùng để xác định đội đoạt cúp vào tháng 5 năm 2000.

## Ngày thi đấu và bốc thăm
Tất cả các lễ bốc thăm đều diễn ra ở trụ sở FFU (Building of Football) ở Kiev.
| Vòng đấu    | Ngày bốc thăm                                   | Ngày thi đấu                                    |
| ----------- | ----------------------------------------------- | ----------------------------------------------- |
| Vòng 32 đội | ?                                               | 11 tháng 3 năm 2000                             |
| Vòng 16 đội | ?                                               | 29–30 tháng 3 năm 2000                          |
| Tứ kết      | ?                                               | 12 tháng 4 năm 2000                             |
| Bán kết     | ?                                               | 10 tháng 5 năm 2000                             |
| Chung kết   | 27 tháng 5 năm 2000 tại NSC "Olimpiyskiy", Kiev | 27 tháng 5 năm 2000 tại NSC "Olimpiyskiy", Kiev |

## Lịch thi đấu

### Vòng Một
| Torpedo Zaporizhia            | –: +  | Dynamo Kyiv                  | Torpedo withdrew                       |
| Kherson                       | 1 – 0 | Chornomorets Odessa          |                                        |
| Stal Alchevsk                 | 0 – 2 | CSKA Kyiv                    | played in Stakhanov                    |
| Zakarpattia Uzhhorod          | 1 – 2 | Metalurh Donetsk             | diễn ra trên sân snow                  |
| Polissya Zhytomyr             | 2 – 5 | Vorskla Poltava              |                                        |
| Polihraftekhnika Oleksandriya | 0 – 1 | Kryvbas Kryvyi Rih           |                                        |
| FC Lviv                       | 4 – 0 | Metalurh Mariupol            | diễn ra trên sân Yunist Stadium ở Lviv |
| Metalurh Nikopol              | 1 – 1 | Zirka Kirovohrad             | penalty kicks 1:3                      |
| Volyn Lutsk                   | 1 – 3 | Dnipro Dnipropetrovsk        |                                        |
| SC Mykolaiv                   | 1 – 2 | Shakhtar Donetsk             |                                        |
| Yavir-Sumy                    | 1 – 2 | Tavriya Simferopol           | played in Krasnopillya                 |
| FC Vinnytsia                  | 2 – 2 | Metalist Kharkiv             | penalty kicks 4:2                      |
| Obolon Kyiv                   | 0 – 1 | Nyva Ternopil                | played ở Nova Kakhovka                 |
| Borysfen Boryspil             | 0 – 0 | Prykarpattia Ivano-Frankivsk | penalty kicks 3:1                      |
| FC Cherkasy                   | 1 – 2 | Karpaty Lviv                 |                                        |
| Naftovyk Okhtyrka             | 0 – 2 | Metalurh Zaporizhia          |                                        |

Ghi chú:

### Vòng Hai
| CSKA Kyiv           | 2 – 1 | Vorskla Poltava       | diễn ra trên sân Olympic Stadium ở Kiev                       |
| Dynamo Kyiv         | 4 – 0 | Kherson               | played at the Dynamo's training grounds (Koncha-Zaspa) ở Kiev |
| Metalurh Donetsk    | 2 – 3 | Kryvbas Kryvyi Rih    | played in Druzhkivka                                          |
| FC Nyva Ternopil    | 1 – 2 | Karpaty Lviv          | sau hiệp phụ                                                  |
| Metalurh Zaporizhia | 3 – 0 | Tavriya Simferopol    |                                                               |
| Shakhtar Donetsk    | 5 – 0 | Borysfen Boryspil     | diễn ra trên sân Avanhard Stadium ở Makiivka                  |
| Zirka Kirovohrad    | 2 – 0 | FC Vinnytsia          |                                                               |
| FC Lviv             | 1 – 0 | Dnipro Dnipropetrovsk | diễn ra trên sân Yunist Stadium ở Lviv                        |

### Tứ kết
| Metalurh Zaporizhia | 3 – 0 | Karpaty Lviv     |                                         |
| Zirka Kirovohrad    | 0 – 0 | Shakhtar Donetsk | penalty kicks 6:5                       |
| FC Lviv             | 1 – 4 | Dynamo Kyiv      | diễn ra trên sân Ukraina Stadium ở Lviv |
| Kryvbas Kryvyi Rih  | 1 – 0 | CSKA Kyiv        |                                         |

Ghi chú:

### Bán kết
| Dynamo Kyiv        | 6 – 1 | Metalurh Zaporizhia | diễn ra trên sân Dynamo Stadium ở Kiev |
| Kryvbas Kryvyi Rih | 2 – 1 | Zirka Kirovohrad    |                                        |

Ghi chú:

### Chung kết
Trận Chung kết diễn ra trên sân NSC Olimpiysky ngày 27 tháng 5 năm 2000 ở Kiev.
| Dynamo Kyiv | 1:0 | Kryvbas Kryvyi Rih |